# Serie C1 1994/1995
Soutěžní ročník Serie C1 1994/95 byl 17. ročník třetí nejvyšší italské fotbalové ligy. Soutěž začala 28. srpna 1994 a skončila 25. června 1995. Účastnilo se jí celkem 36 týmů rozdělené do dvou skupin po 18 klubech. Z každé skupiny postoupil vítěz přímo do druhé ligy, druhý postupující se probojoval přes play off.
Pro následující sezonu nebyly přijaty tyto kluby:
- Pisa Calcio: v minulé sezóně se umístil na 17. místě, kvůli finančním problémům hrál v regionální lize.
- Mantova Calcio 1994: v minulé sezóně na 2. místě ve skupině A, kvůli finančním problémům hrál v regionální lize.
- Nuova US Triestina Calcio: v minulé sezóně na 10. místě ve skupině A, kvůli finančním problémům hrál v regionální lize.
- P.B.M.I. Potenza: v minulé sezóně na 5. místě ve skupině B, kvůli finančním problémům hrál v regionální lize.
- Sambenedettese Calcio 1923: v minulé sezóně na 8. místě  ve skupině B, kvůli finančním problémům hrál v regionální lize.

Místo těchto klubů hráli v sezoně tyto kluby : SS Nola, Chieti Calcio, AC Palazzolo, AC Spezia, které byly součástí minulé sezóny a  klub FC Turris 1944 která postoupila ze 3. místa ze čtvrté ligy.
Klub Leonzio 1909 se spojil s klubem SS Atletico Catania a vznikl stejně znějící klub s jinými klubovými barvami. 

## Skupina A
| Poř. | Tým                    | Z  | V  | R  | P  | VG | OG | B  |
| ---- | ---------------------- | -- | -- | -- | -- | -- | -- | -- |
| 1.   | Bologna FC 1909        | 34 | 24 | 9  | 1  | 59 | 17 | 81 |
| 2.   | AC Pistoiese           | 34 | 15 | 14 | 5  | 40 | 24 | 59 |
| 3.   | US Fiorenzuola 1922 SS | 34 | 16 | 10 | 8  | 47 | 29 | 58 |
| 4.   | Calcio Monza           | 34 | 15 | 12 | 7  | 49 | 30 | 57 |
| 5.   | US Ravenna 1           | 34 | 15 | 13 | 6  | 39 | 23 | 57 |
| 6.   | SPAL                   | 34 | 16 | 7  | 11 | 48 | 34 | 55 |
| 7.   | AC Prato               | 34 | 13 | 10 | 11 | 29 | 23 | 49 |
| 8.   | AC Spezia              | 34 | 12 | 13 | 9  | 38 | 41 | 49 |
| 9.   | Leffe Calcio           | 34 | 10 | 14 | 10 | 32 | 34 | 44 |
| 10.  | Carrarese Calcio 1908  | 34 | 10 | 11 | 13 | 40 | 40 | 41 |
| 11.  | US Alessandria Calcio  | 34 | 8  | 15 | 11 | 40 | 42 | 39 |
| 12.  | AC Carpi               | 34 | 9  | 12 | 13 | 31 | 41 | 39 |
| 13.  | AC Crevalcore          | 34 | 8  | 14 | 12 | 35 | 43 | 38 |
| 14.  | AC Pro Sesto           | 34 | 8  | 12 | 14 | 31 | 43 | 36 |
| 15.  | US Massese             | 34 | 6  | 17 | 11 | 25 | 34 | 35 |
| 16.  | Modena FC 2            | 34 | 7  | 14 | 13 | 24 | 35 | 35 |
| 17.  | FC Ospitaletto         | 34 | 6  | 9  | 19 | 27 | 52 | 27 |
| 18.  | AC Palazzolo 2         | 34 | 2  | 6  | 26 | 18 | 67 | 12 |

Poznámky
- Z = Odehrané zápasy; V = Vítězství; R = Remízy; P = Prohry; VG = Vstřelené góly; OG = Obdržené góly; B = Body
- za výhru 3 body, za remízu 1 bod, za prohru 0 bodů.
- 1  US Ravenna bylo odečten 1 bod za nesrovnalosti.
- 2  Modena FC zůstala v soutěži.

|  | Přímý postup do Serie B 1995/96  |
|  | Play off                         |
|  | Play out                         |
|  | Přímý sestup do Serie C2 1995/96 |

### Play off
Boj o postupující místo do Serie B.

#### Semifinále
Calcio Monza – US Fiorenzuola 1922 SS 1:0, 0:1
US Ravenna – AC Pistoiese 0:0, 0:1

#### Finále
AC Pistoiese – US Fiorenzuola 1922 SS 4:3 v (prodl.)
Postup do Serie B 1995/96 vyhrál tým AC Pistoiese.

### Play out
Boj o udržení v Serie C1.
Modena FC – US Massese 0:2, 2:2
FC Ospitaletto – AC Pro Sesto 1:2, 1:0
Sestup do Serie C2 1995/96 měli kluby Modena FC a FC Ospitaletto. Jenže po bankrotech některých klubů zůstala Modena FC v soutěži.

## Skupina B
| Poř. | Tým                   | Z  | V  | R  | P  | VG | OG | B  |
| ---- | --------------------- | -- | -- | -- | -- | -- | -- | -- |
| 1.   | Reggina Calcio        | 34 | 20 | 10 | 4  | 42 | 16 | 70 |
| 2.   | US Avellino 1         | 34 | 16 | 14 | 4  | 55 | 31 | 60 |
| 3.   | SS Gualdo             | 34 | 14 | 13 | 7  | 44 | 24 | 55 |
| 4.   | Trapani Calcio        | 34 | 13 | 10 | 11 | 39 | 37 | 49 |
| 5.   | AS Siracusa           | 34 | 11 | 14 | 9  | 35 | 34 | 47 |
| 6.   | SS Nola               | 34 | 11 | 13 | 10 | 29 | 28 | 46 |
| 7.   | AS Sora               | 34 | 11 | 13 | 10 | 31 | 31 | 46 |
| 8.   | SS Juventus Stabia    | 34 | 11 | 13 | 10 | 32 | 35 | 46 |
| 9.   | AC Siena              | 34 | 9  | 15 | 10 | 35 | 30 | 42 |
| 10.  | AS Lodigiani          | 34 | 9  | 14 | 11 | 28 | 38 | 41 |
| 11.  | Empoli FC             | 34 | 8  | 16 | 10 | 32 | 30 | 40 |
| 12.  | SS Atletico Catania   | 34 | 10 | 10 | 14 | 34 | 43 | 40 |
| 13.  | Barletta Calcio Sport | 34 | 8  | 16 | 10 | 30 | 42 | 40 |
| 14.  | Casarano Calcio       | 34 | 9  | 12 | 13 | 42 | 40 | 39 |
| 15.  | Chieti Calcio 2       | 34 | 10 | 9  | 15 | 38 | 45 | 39 |
| 16.  | AS Ischia Isolaverde  | 34 | 5  | 19 | 10 | 17 | 30 | 34 |
| 17.  | FC Turris 1944 2      | 34 | 8  | 9  | 17 | 32 | 50 | 33 |
| 18.  | US Pontedera          | 34 | 7  | 12 | 15 | 27 | 38 | 33 |

Poznámky
- Z = Odehrané zápasy; V = Vítězství; R = Remízy; P = Prohry; VG = Vstřelené góly; OG = Obdržené góly; B = Body
- za výhru 3 body, za remízu 1 bod, za prohru 0 bodů.
- 1  US Avellino byli odečteny 2 body za nesrovnalosti.
- 2  Chieti Calcio a FC Turris 1944 zůstali v soutěži.

|  | Přímý postup do Serie B 1995/96  |
|  | Play off                         |
|  | Play out                         |
|  | Přímý sestup do Serie C2 1995/96 |

### Play off
Boj o postupující místo do Serie B.

#### Semifinále
AS Siracusa – US Avellino 2:2, 0:1
Trapani Calcio – SS Gualdo 1:0, 0:1

#### Finále
US Avellino – SS Gualdo 5:4
Postup do Serie B 1995/96 vyhrál tým US Avellino.

### Play out
Boj o udržení v Serie C1.
AS Ischia Isolaverde – Chieti Calcio 3:1, 1:1
FC Turris 1944 – Casarano Calcio 1:0, 0:1
Sestup do Serie C2 1995/96 měli kluby Chieti Calcio a FC Turris 1944. Jenže po bankrotech některých klubů tak zůstali v soutěži. 